# Delias buruana
Delias buruana är en fjärilsart som beskrevs av Rothschild 1899. Delias buruana ingår i släktet Delias och familjen vitfjärilar. Inga underarter finns listade i Catalogue of Life.